# Bitwa pod Camaret
Bitwa pod Camaret – starcie zbrojne, które miało miejsce w roku 1694 w trakcie wojny palatynackiej.
W roku 1694 angielska eskadra dowodzona przez admirała Williama Berkeleya z żołnierzami na pokładzie popłynęła w kierunku Brestu z zamiarem zdobycia portu. Na wieść o tym Francuzi pod kierownictwem Sebastiana Vaubana rozpoczęli przygotowania do obrony. Dnia 6 czerwca Anglicy zakotwiczyli w Zatoce Camaret niedaleko Brestu. Pod dowództwem Peregrine Caernlarthena 8 okrętów popłynęło w głąb zatoki, atakując francuskie fortyfikacje. Za nim popłynęło 100 łodzi z żołnierzami pod wodzą płk. Thomasa Talmasha. Francuzi otworzyli ogień z baterii nadbrzeżnych, utrudniając desant Anglikom. Talmash został ranny a jego żołnierze w popłochu zawrócili na łodzie. Poległo 400 marynarzy i 700 żołnierzy angielskich. W wyniku porażki reszta floty angielskiej zawróciła do kraju.